# Ruisseau Kaakitchatsekaasich
Le ruisseau Kaakitchatsekaasich est un affluent de la rivière Brock (rivière Chibougamau), coulant dans Eeyou Istchee Baie-James (municipalité), en Jamésie, dans la région administrative du Nord-du-Québec, dans la province de Québec, au Canada. Ce cours d’eau coule entièrement dans le canton de Chérisy.
Le bassin versant du ruisseau Kaakitchatsekaasich est accessible par la route venant de Chibougamau menant vers le Nord en desservant le secteur entre la partie Ouest du lac Mistassini et la partie Est du lac Opataca. Cette route passe à environ 18 km à l’Est du segment principal du ruisseau Kaakitchatsekaasich.
La surface du ruisseau Kaakitchatsekaasich est habituellement gelée du début novembre à la mi-mai, toutefois la circulation sécuritaire sur la glace se fait généralement de la mi-novembre à la mi-avril.

## Géographie
Les principaux bassins versants voisins du ruisseau Kaakitchatsekaasich sont :
- côté Nord : lac Lemieux (rivière Brock Nord), rivière Brock (rivière Chibougamau), rivière Brock Nord, rivière De Maurès, rivière Saint-Urcisse, rivière Natastan, lac Mistassini ;
- côté Est : rivière Chibougamau, rivière Blaiklock, rivière Mistago, lac Mistassini, lac Chibougamau, rivière Barlow (rivière Chibougamau), rivière Pipounichouane ;
- côté Sud : rivière Brock (rivière Chibougamau), lac du Sauvage, lac Opémisca, lac Chevrillon, rivière Opémisca, rivière Chibougamau, rivière Blaiklock ;
- côté Ouest : rivière Brock (rivière Chibougamau), rivière Brock Nord, rivière Brock Ouest, rivière Chibougamau.

Le ruisseau Kaakitchatsekaasich prend sa source à l’embouchure d’un petit lac non identifié (altitude : 384 m) en zone de marais dans le canton de Chérisy. Cette source est située à :
- 3,0 km au Sud-Est du lac Lemieux ;
- 21,6 km à l’Ouest d’une baie du Sud du lac Mistassini ;
- 5,1 km au Nord-Est de la confluence du ruisseau Kaakitchatsekaasich avec la rivière Brock (rivière Chibougamau) ;
- 47,5 km au Nord-Est de la confluence du ruisseau Kaakitchatsekaasich et de la rivière Chibougamau) ;
- 38,0 km au Nord-Ouest du centre-ville de Chibougamau ;

À partir de sa source, le ruisseau Kaakitchatsekaasich coule sur 10,0 km entièrement en zone forestière selon les segments suivants :
- 3,8 km vers l’Ouest en formant un grand S jusqu’à un ruisseau (venant du Nord). Note : ce segment coule au Nord de la colline Yeistaachuuwan Kaakitchachikapach ;
- 4,1 km vers le Sud jusqu’à un ruisseau (venant de l’Ouest) ;
- 2,1 km vers le Sud-Est, jusqu’à son embouchure[1].

Le ruisseau Kaakitchatsekaasich se déverse sur la rive Nord de la rivière Brock (rivière Chibougamau), à 2,3 km en aval de l’embouchure de la rivière Blaiklock et à 34,4 km en amont de l’embouchure de la rivière Brock Nord. À partir de l’embouchure du ruisseau Kaakitchatsekaasich, le courant coule vers le Sud-Ouest par la rivière Brock (rivière Chibougamau), puis par la rivière Chibougamau jusqu’à la rive Est du lac au Goéland (rivière Waswanipi). Ce dernier est traversé vers le Nord-Ouest par la rivière Waswanipi qui est un affluent du lac Matagami.
L’embouchure du ruisseau Kaakitchatsekaasich située à :
- 43,4 km au Nord-Est de la confluence de la rivière Brock (rivière Chibougamau) et de la rivière Chibougamau ;
- 116,6 km au Nord-Est de la confluence de la rivière Chibougamau et de la rivière Opawica ;
- 173,8 km au Nord-Est de l’embouchure du lac au Goéland (rivière Waswanipi) ;
- 51,5 km au Nord du centre du village de Chapais (Québec) ;
- 35,4 km au Nord-Ouest du centre-ville de Chibougamau.

## Toponymie
Cet hydronyme est d’origine autochtone.
Le toponyme ruisseau Kaakitchatsekaasich a été officialisé le 5 mai 1983 à la Commission de toponymie du Québec, soit à la création de cette commission.